# Szathmáry Eörs
Szathmáry Eörs (Budapest, 1959. december 18. –) Széchenyi-díjas evolúcióbiológus, az MTA rendes tagja, Az ELTE Természettudományi Kar Biológia Intézet, Növényrendszertani, Ökológiai és Elméleti Biológiai tanszékének egyetemi tanára és az Ökológiai Kutatóközpont, Evolúciótudományi Intézetének kutatóprofesszora. Szakterülete: elméleti evolúcióbiológia.

## Életpályája
Biológusként végzett az Eötvös Loránd Tudományegyetemen, 1984-ben. A biológiai tudomány doktora fokozatot 1995-ben szerezte meg. 2007-től az MTA levelező, 2013-tól pedig rendes tagja. Jelenleg az Ökológiai Kutatóközpont, Evolúciótudományi Intézetének kutatóprofesszora, az ELTE TTK elméleti evolúcióbiológia professzora, és a németországi Ludwig Maximilian Egyetem vendégprofesszora. Szakterületén, az evolúcióbiológiában, John Maynard Smithszel közösen írt két könyvet a nagy evolúciós átmenetekről. Ezeket számos nyelvre lefordították.

## Tagságok
- Tagja az Academia Europaeának
- Az MTA rendes tagja[1]
- Az MTA Fenntartható Fejlődés Elnöki Bizottság elnöke
- Tanácskozási jogú tagja a Biológiai Tudományok osztályának

## Főbb munkái (válogatás)
- J. Maynard Smith, E. Szathmáry (1995): The Major Transitions in Evolution. Oxford
- Maynard Smith, J., Szathmáry E. (1997): Az evolúció nagy lépései; ford. Kustos Ferenc, Müller Viktor, Lengyel Máté; Scientia, Budapest
- J. Maynard Smith, E. Szathmáry (2000): The Origins of Life. From the Birth of Life to the Origin of Language. Oxford
- John Maynard Smith–Szathmáry Eörs: A földi élet regénye. Az élet születésétől a nyelv kialakulásáig; ford. Müller Viktor; Vince, Budapest, 2000
- John Maynard Smith–Szathmáry Eörs: A földi élet regénye. Az élet születésétől a nyelv kialakulásáig; ford. Müller Viktor; 2. bőv. kiad.; Akadémiai, Budapest, 2012 (Új polihisztor)
- Klímaváltozás és Magyarország; szerk. Szathmáry Eörs; Osiris, Budapest, 2020

## Díjak (válogatás)
- New Europe Prize for Higher Education and Research (1996)
- Akadémiai Díj (1999)
- Széchenyi-díj (2017)